# Foxygen

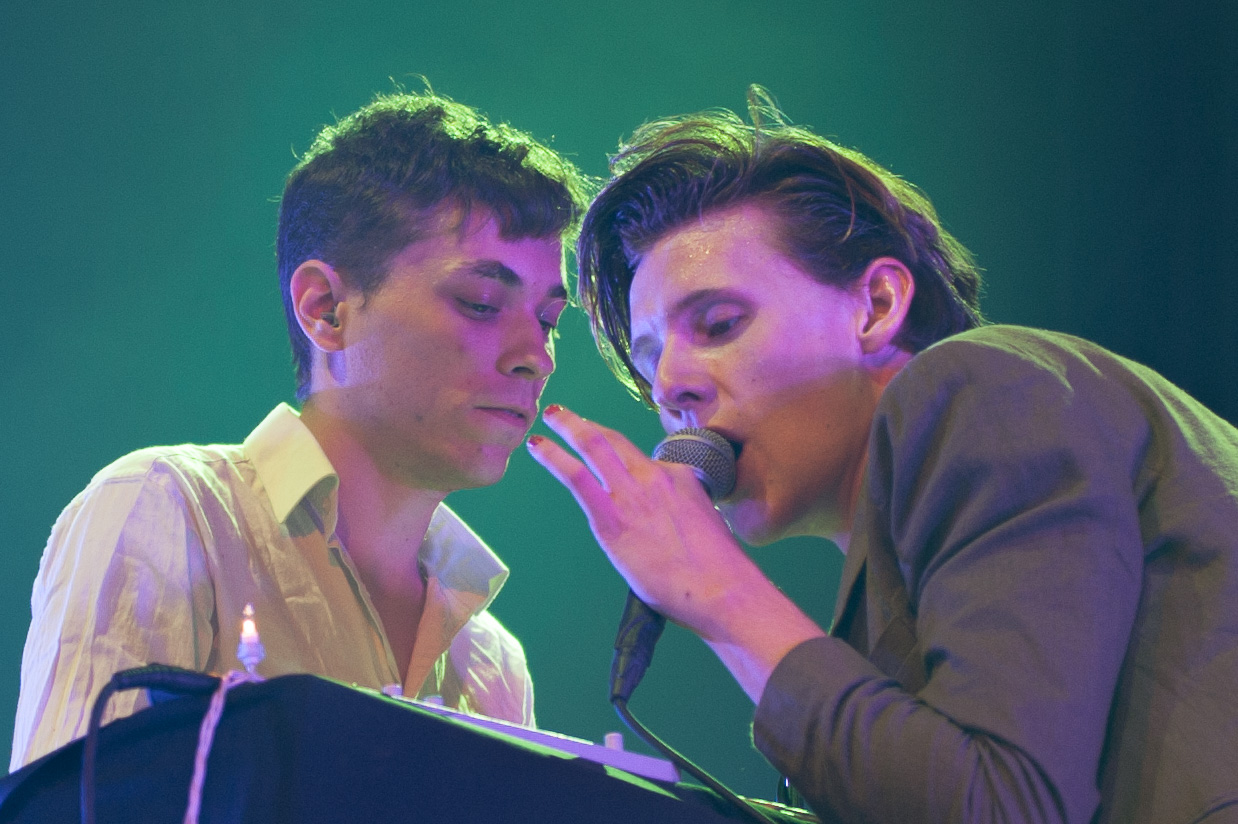
Jonathan Rado (vänster) och Sam France (höger) uppträder med Foxygen på Flow i Helsingfors i augusti 2015

Foxygen är en amerikansk musikgrupp (indierock) som bildades år 2005 i Westlake Village i Kalifornien av Jonathan Rado och Sam France. Gruppens första studioalbum Take the Kids Off Broadway gavs ut 2012 på skivbolaget Jagjaguwar.
Rado och France bildade bandet när de var 15 år gamla och gick på high school. Sångaren Sam France har bland annat uppmärksammats för sitt vilda scenspråk under konserter.

## Diskografi
Studioalbum
- Take the Kids Off Broadway (2012)
- We Are the 21st Century Ambassadors of Peace & Magic (2013)
- ...And Star Power (2014)
- Hang (2017)
- Seeing Other People (2019)

EP
- Electric Sun Machine (2005)
- Catfood, Dogfood, Motor Oil (2005)
- Jurrassic Exxplosion Phillipic (2007)
- Ghettoplastikk! (2009)
- Kill Art (2009)
- EP 2011 (2011)

Singlar
- "Make It Known" (2012)
- "Shuggie" (2012)
- "San Francisco" (2013)
- "No Destruction" (2013)
- "We Are the 21st Century Ambassadors of Peace & Magic" (2013)
- "How Can You Really" (2014)
- "Cosmic Vibrations" (2014)